# Вестфејлија (Индијана)
Вестфејлија (енгл. Westphalia) насељено је место без административног статуса у америчкој савезној држави Индијана.

## Демографија
По попису из 2010. године број становника је 202.
| Група             | 2000.    | 2010.        |
| Белци             | 0 (0,0%) | 202 (100,0%) |
| Афроамериканци    | 0 (0,0%) | 0 (0,0%)     |
| Азијати           | 0 (0,0%) | 0 (0,0%)     |
| Хиспаноамериканци | 0 (0,0%) | 0 (0,0%)     |
| Укупно            | 0        | 202          |